# Peteluan Indah
Peteluan Indah is een bestuurslaag in het regentschap West-Lombok van de provincie West-Nusa Tenggara, Indonesië. Peteluan Indah telt 6404 inwoners (volkstelling 2010).